# 聖橋
聖橋 （日语：／ hijiri bashi */?）是日本東京都一座跨越神田川、外堀通與JR御茶之水站的鋼筋混凝土拱橋。位處於東京都文京區與千代田區的交界，北接文京區湯島一丁目，南接千代田區駿河台四丁目，為東京都道403號大手町湯島線上的一座橋梁。該橋是於1923年（大正12年）關東大地震後開始興建的「復興橋」之一，由山田守與成濑勝武設計。1924年（大正13年）動工，至1927年（昭和2年）3月完工，在建成當時曾是日本國內最大的鋼結構混凝土拱橋。其名稱是由當時東京府東京市公開募集的，因橋梁連接了神田川兩岸的兩座聖堂，即北側的湯島聖堂與南側的尼古拉堂，故取名為「聖橋」。

## 設計
該橋主體為南北走向，設計的橋型自北向南依次為單拱框橋、15.15公尺的板梁橋、單拱框橋、32.12公尺的主拱橋、21.21公尺的板梁橋與單拱框橋，總計有六個跨度。其中主拱橋與框橋使用的建築材料是鋼筋混凝土，而鈑桁橋則是使用鋼結構混凝土，至於橋臺、橋腳的部分兩者均有使用。該橋設計全長92.47公尺，有效寬度22公尺，有效面積615.39坪。車道使用的鋪面為水泥熟料，而人行道則是膠泥鋪裝。橋梁於1924年（大正13年）交由復興局開始施工，工期中為方便施工進行有設置假橋，到1927年（昭和2年）正式完工，其工程總花費約73萬日圓。在外觀方面，為搭配主拱橋鋼筋混凝土的外觀，兩座板梁橋的側邊都以混凝土覆蓋。而主拱橋的壁面處理方式類似現今所使用的清水混凝土，混凝土外並無其他材料覆蓋且表面平滑，這種壁面設計在當時的日本建築界尚不盛行，可見聖橋在日本現代建築史上算是相當早期且前衛的建築作品。

## 現況
而現在該橋全長79.3公尺，拱橋的部分則長36.3公尺，車道的鋪面改為了瀝青鋪面，且橋梁會於夜間點燈。1989年（平成元年）至1991年（平成3年），該橋進行了大規模的整修，主要進行橋梁壁面改裝、復原護欄與橋燈、更換人行道鋪面、增設車道護欄、增設夜間照明設備等工程。但由於在壁面改裝中採用的是石材噴塗工法，使整修後的外觀與當初建成時平滑的壁面有些不同。
2016年，「聖橋長壽化工程」開始施工，主要目標是將橋梁的壽命再延長200年，並重現當初建成時的外觀。由於在先前對主拱橋的鑽孔取樣中，有一處的樣本出現了約0.4毫米的裂縫，但於1989年（平成元年）的整修中並沒有發現明顯的表面裂紋，因此推測在橋梁內部有部分裂開的狀況。此次整修主要將先前使用石材噴塗工法施作的混凝土壁面去除，填補橋體內部的裂縫後，再重新覆蓋新的混凝土壁面。其新的壁面覆蓋方式採用的是乾式噴塗工法，使該橋的外觀再次回到了剛竣工時的樣貌。
至2018年，主拱橋完成整修。該橋亦在同年入選日本土木學會土木學會選獎土木遺產，是東京都內第六座入選的橋樑。

## 圖片集

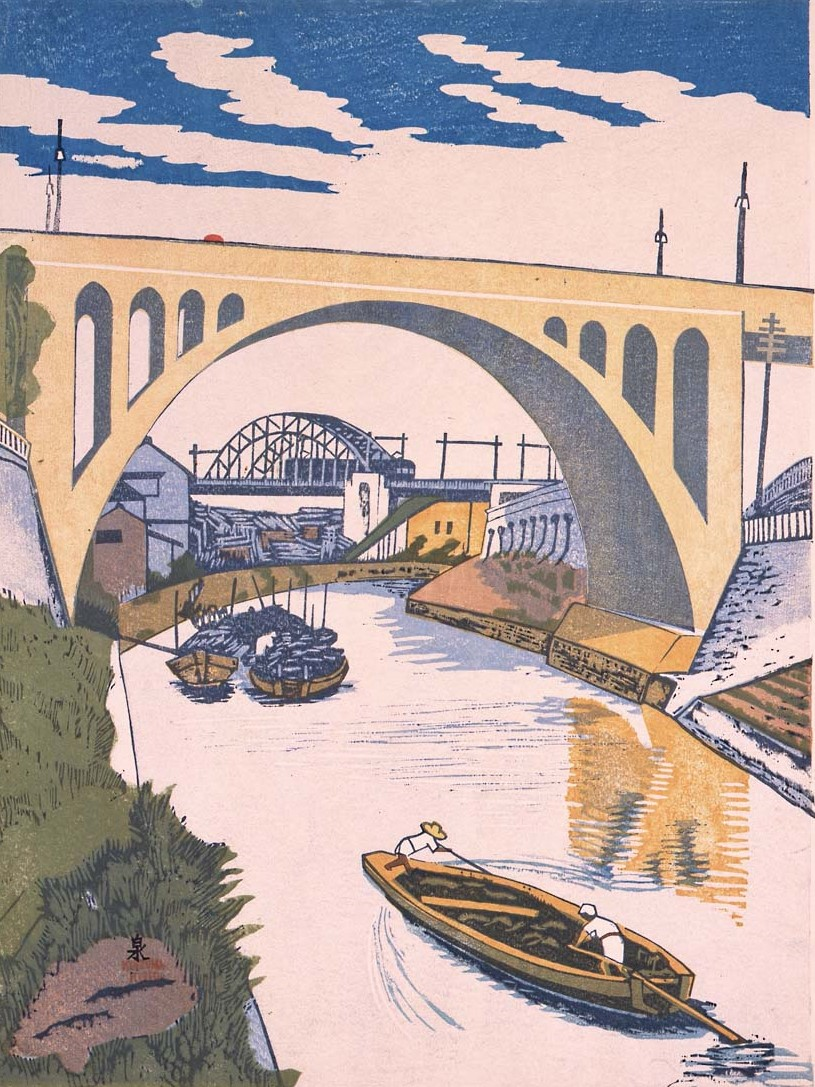
小泉癸巳男（日语：小泉癸巳男）「聖橋」版畫
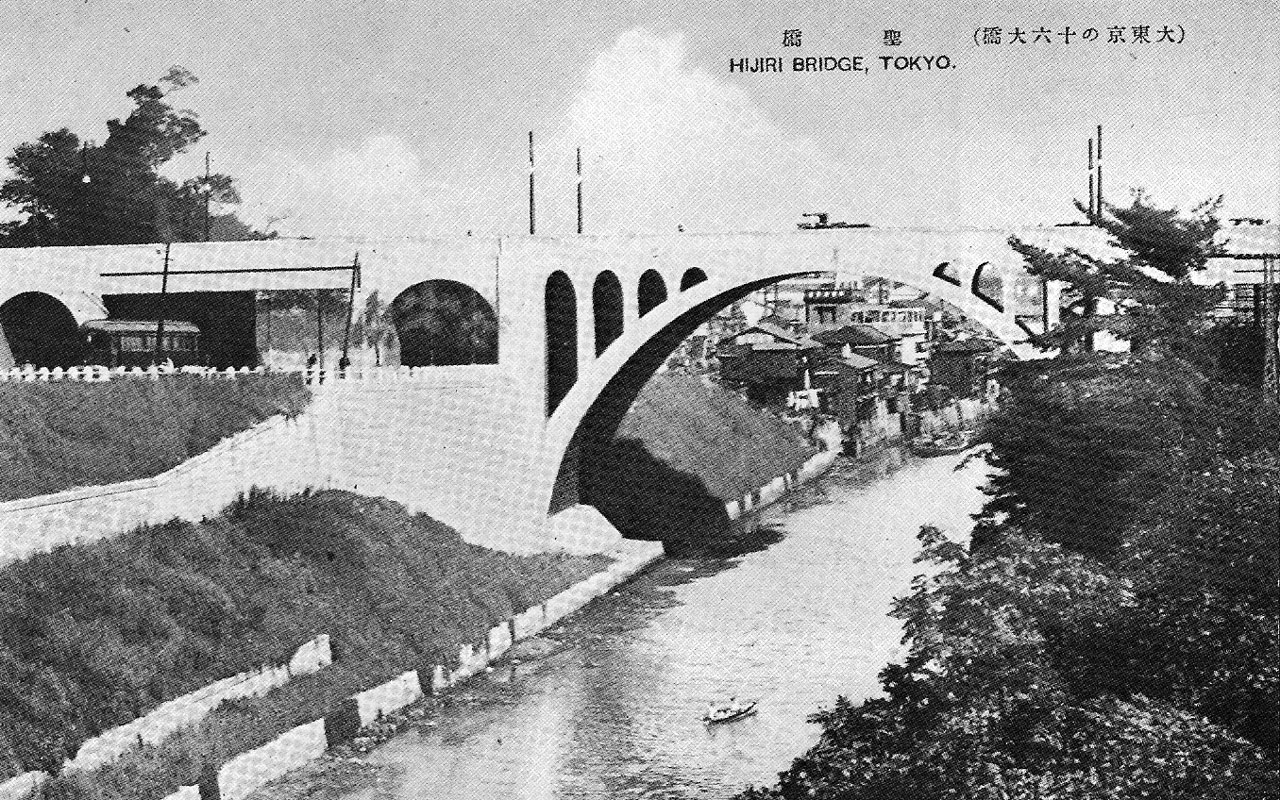
聖橋舊照
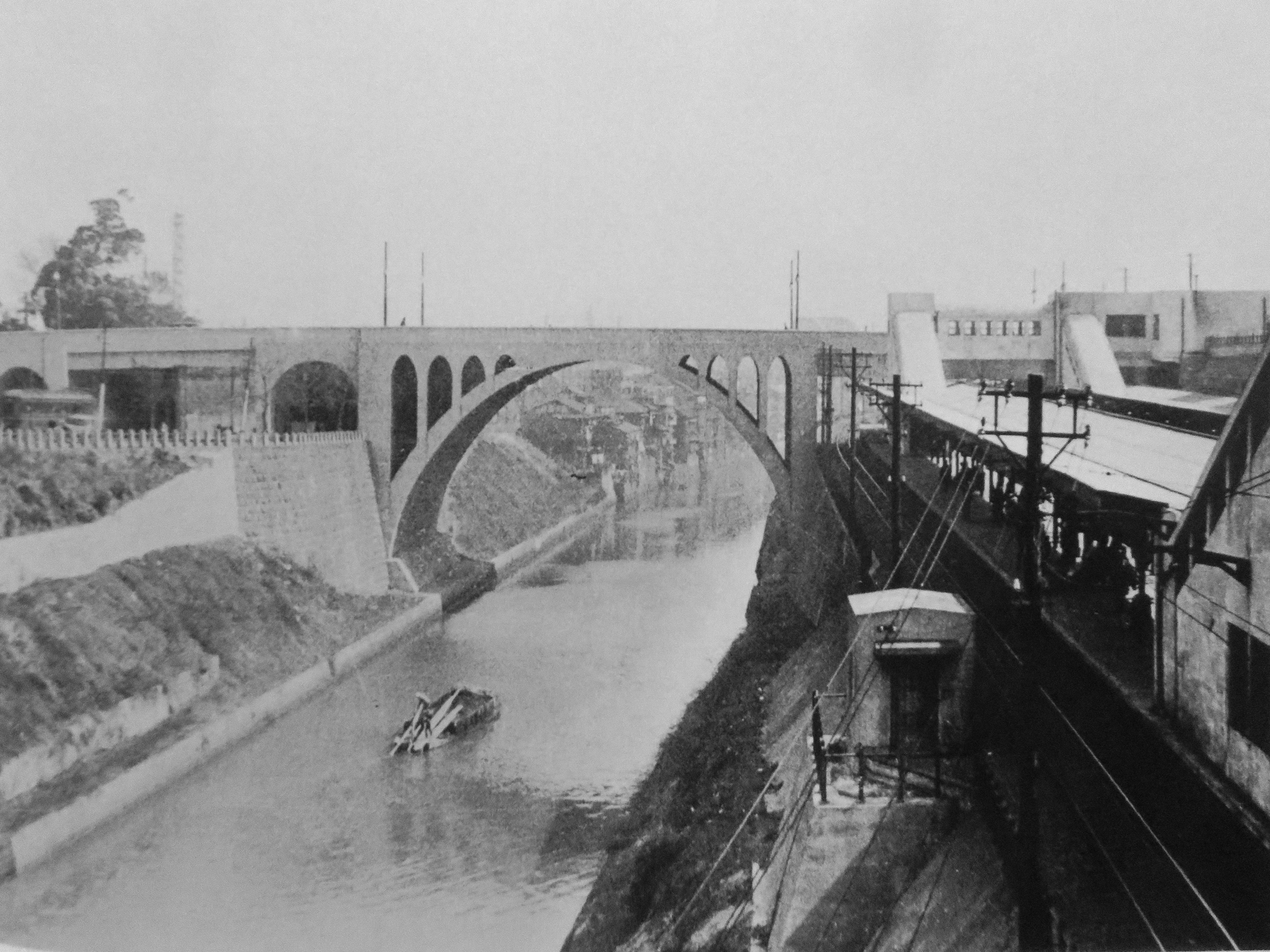
1934年的聖橋
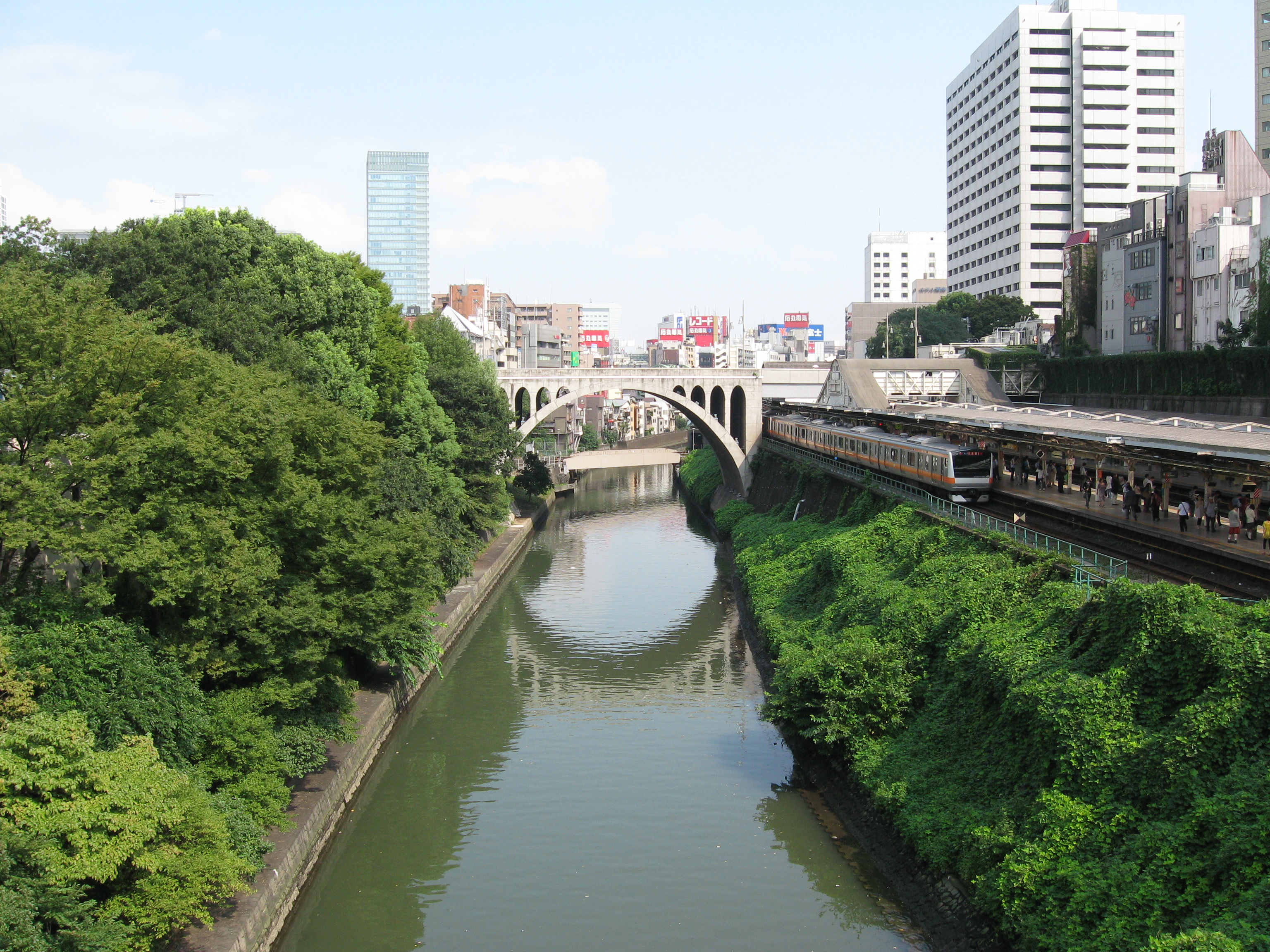
長壽化工程前的聖橋
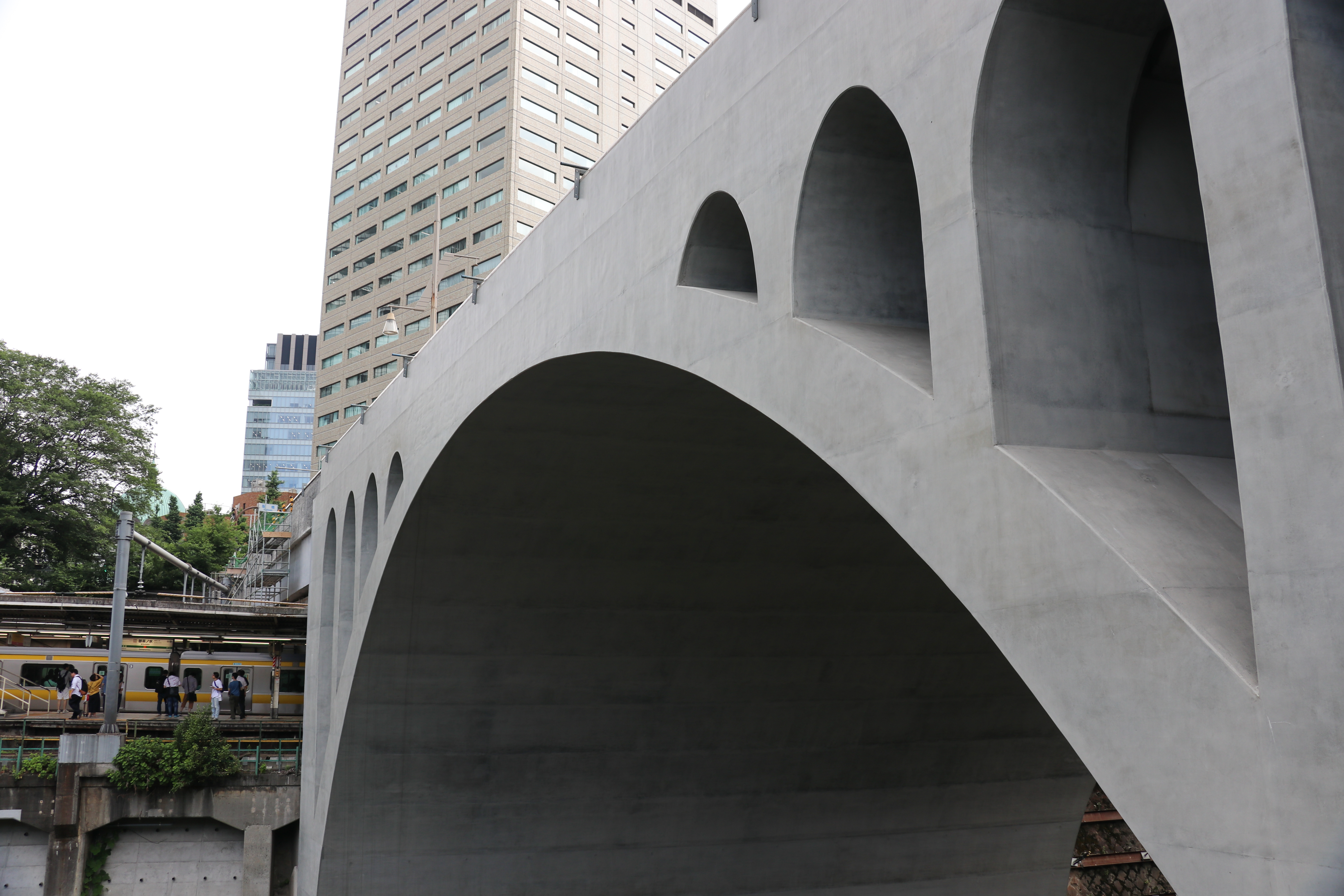
長壽化工程後的聖橋